# Каскада „Доспат-Въча“
Каскадата „Доспат-Въча“ е водноелектрическа каскада в Западните Родопи, разположена на територията на областите Смолян, Пазарджик и Пловдив и собственост на Националната електрическа компания. Съоръженията на каскадата са изградени между 1963 и 2010 година от „Хидрострой“.
С площ на водосборната област 2083 km², тя е сред хидротехническите системи с най-голяма сложност в България, с множество комплексни планински деривации, прехвърлящи значителни водни количества между различни речни басейни, главно от басейните на Места и Доспат към този на Въча. Надморската височина на водосборната област варира от 2191 m на връх Голям Перелик до 420 m при язовир „Кричим“.
С обща максимална генерирана мощност от 495 MW каскадата е сред най-големите хидроенергийни комплекси в България.

## Производство на електроенергия
Каскадата „Доспат-Въча“ има обща инсталирана мощност от 489 MW.
| ВЕЦ                | Нетен пад на водата (m) | Максимален обем (m3/s) | Генерирана мощност годишно (GWh) |
| ------------------ | ----------------------- | ---------------------- | -------------------------------- |
| ВЕЦ „Тешел“        | 341                     | 26                     | 18                               |
| ВЕЦ „Девин“        | 156                     | 72,8                   | 145                              |
| ВЕЦ „Цанков камък“ | 135,4                   | 69,5                   | 185                              |
| ПАВЕЦ „Орфей“      | 65,8                    | 120                    | 154                              |
| ВЕЦ „Въча 2“       |                         |                        | 11,4                             |
| ВЕЦ „Кричим“       | 172                     | 61                     | 256                              |
| ВЕЦ „Въча 1“       |                         |                        | 17,6                             |

## Структура на каскадата
Каскадата „Доспат-Въча“ включва събирателни деривации, 5 язовира и 2 други изравнителя, 1 помпено-акумулационна водноелектрическа централа и 7 други водноелектрически централи, разпределени в 5 стъпала с по един хидровъзел на всяко от тях.

### Хидровъзел „Доспат-Тешел“
В Хидровъзел „Доспат-Тешел“ влизат язовир „Доспат“, ВЕЦ „Тешел“ и система от деривационни съоръжения.
Язовир „Доспат“ е построен на река Доспат, като освен от нея се захранва и от три събирателни деривации:
- Събирателна деривация „Вищерица-Канина“ събира води от реките Вищерица, Канина, Вълчелъшка, Караборун, Кара Али, Каяли дере и други на надморска височина 1240 m. Тя има обща дължина 18 km и се влива в река Доспат преди вливането ѝ в язовира. Водосборната ѝ област е с площ 146 km², а максималното водно количество – 12,22 m³/s.
- Събирателна деривация „Бистрица“ събира води от реките Бистрица и Величка на надморска височина 1205 m. Тя има обща дължина 9,8 km и се влива в язовира. Водосборната ѝ област е с площ 46 km², а максималното водно количество – 3,12 m³/s.
- Събирателна деривация „Осина“ събира води от река Осинска на надморска височина 1210 m. Тя има обща дължина 12,2 km и се влива в язовира. Водосборната ѝ област е с площ 49 km², а максималното водно количество – 1,60 m³/s.

Язовир „Доспат“ има завирен обем 449 млн. m³ и изпълнява ролята на многогодишен изравнител за цялата каскада. Построен е през 1963 – 1968 в днешните землища на градовете Доспат и Сърница. Язовирната стена е каменнонасипна с глинено ядро, височина 60,5 m и дължина по короната 230 m.
Главната напорна деривация на ВЕЦ „Тешел“ започва от водовземна кула зад лявата страна на язовирната стена и продължава със 732 m надземен тръбопровод, 16 km напорен тунел, подземна водна кула с височина 110 m с апаратна камера и завършва с подземен тръбопровод с дължина 522 m до централата. Деривацията пресича Хайдушки дол с дълъг 53 m мост и Боринска река с дълъг 184 метра дюкер. Чрез висока 98 m шахта при село Змеица в деривацията се вливат водохващанията „Караджа дере“ (водосборна област 39 km² и максималното водно количество – 7,75 m³/s) и „Белдоново дере“ (водосборна област 26 km² и максималното водно количество – 1,50 m³/s).

ВЕЦ „Тешел“ е разположен в землището на Борино. Централата е деривационна, с две френсисови турбини с обща инсталирана мощност 60 MW и е пусната в експлоатация през 1972 година. Отработените от нея води се вливат директно в долния ѝ изравнител, част от второто стъпало на каскадата.

### Хидровъзел „Тешел“
Главните съоръжения на Хидровъзел „Тешел“ са язовир „Тешел“ и ВЕЦ „Девин“. Язовирът се намира на границата на землищата на Борино и Ягодина и непосредствено над образуването на река Въча при село Тешел, като е пуснат в експлоатация през 1984 година. Той служи за дневен изравнител като освен от отработените води на ВЕЦ „Тешел“, се захранва от Буйновска река, вливаща се в него чрез водохващане с капацитет 6,0 m³/s. Завиреният му обем е 1,4 милиона кубични метра, а залятата площ – 10 хектара. Язовирната стена е висока 30 метра и с дължина по короната 200 метра.
Основната част от водите на язовир „Тешел“ се отвежда чрез към главната напорна деривация на ВЕЦ „Девин“. В нея по дълъг 970 метра тунел се вливат води от водохващания на Триградска река (капацитет 3,7 m³/s) и Мугленска река (капацитет 3,3 m³/s). Самата деривация включва водовземна кула в язовира с височина 27,4 m, дълъг 145 m тунел, открит напорен тръбопровод с дължина 335 m, напорен тунел с дължина 8,5 km, подземна водна кула с открита горна част и височина 51 m и подземен напорен тръбопровод с дължина 356 m, стигащ до централата.
ВЕЦ „Девин“ се намира в близост до град Девин. Централата е надземна деривационна и е пусната в експлоатация през 1984 година. Оборудвана е с две френсисови турбини – общата им инсталирана мощност първоначално е 80 MW, а след проведена модернизация е увеличена на 88 MW. Има нетен пад 136 m и застроено водно количество 72 m³/s.

### Хидровъзел „Цанков камък“
Отработените от ВЕЦ „Девин“ води се оттичат по коритото на Въча до построения през 2010 година язовир „Цанков камък“, в който се вливат и Девинска река и река Гашна. Язовирът има завирен обем е 110,9 милиона кубични метра и залята площ 3,3 квадратни километра. Язовирната стена е бетонна дъгова, висока е 130,5 метра и има дължина по короната 468 метра. При нея е изградена малка водноелектрическа централа с мощност 1,25 MW и водно количество 1,4 m³/s за оползотворяване на водите, изпускани по екологични съображения за оводняване на коритото на река Въча.
ВЕЦ „Цанков камък“ е застроена за водно количество 69,5 m³/s и има два агрегата с френсисови турбини и обща мощност 85 MW, като проектното годишно производство е 198 GWh. Захранва се с води от язовир „Цанков камък“ от открито водохващане в неговия ръкав в коритото на река Гашна, откъдето те се подават по подземен напорен стоманен тръбопровод с дължина 600 метра. При изграждането на централата е направена и корекция на коритото на река Въча под нея, с което падът на водите допълнително е увеличен с 10 метра.

### Хидровъзел „Въча“
Преработените от ВЕЦ „Цанков камък“ води се оттичат по коритото на река Въча до язовир „Въча“, който събира и допълнителния приток на реката под него. Язовир „Въча“ е годишен изравнител и заема площ от 5,0 km², а общият му завирен обем е 226,2 милиона кубични метра. Язовирната му стена е най-високата в България – 144,5 m. Тя е бетоновогравитачна и има дължина по короната 420 m.
В стената на язовир „Въча“ е вградена ПАВЕЦ „Орфей“, оборудвана с 4 агрегата с френсисови турбини и мощност по 40 MW. Средният пад е 112 m, а максималното преработвано водно количество – 168 m³/s. Преработените от централата води постъпват в коритото на река Въча, което в участък с дължина 840 m е коригирано с обратен наклон, така че помпеният агрегат на централата да може да използва води, върнати от разположения под нея язовир „Кричим“.

### Хидровъзел „Кричим“
Хидровъзелът е последният от каскадата и се състои от язовир „Кричим“ и 3 водноелектрически централи.
Язовир „Кричим“ се захранва с водите, преработени от ПАВЕЦ „Орфей“, както и тези от Събирателна деривация „Чуринска“, прехвърляща към него част от водите на Чуринска река. Язовирът заема тясната долина на Въча в продължение на около 4 километра и е построен през 1963 – 1972 година. Язовирната стена е бетонногравитачна с височина 104,5 m и дължина по короната 270 m. Язовирното езеро е с площ 0,8 km² и общ завирен обем 20,3 милиона кубични метра.
Водите от язовир „Кричим“ се подават по две отделни трасета – едно към ВЕЦ „Кричим“ и друго към ВЕЦ „Въча 2“ и ВЕЦ „Въча 1“. Основното водно количество преминава през ВЕЦ „Кричим“, тъй като обработените от него води се вливат в напоителна система, използваща и водите от Баташкия водносилов път. Планирано е водите, преминаващи по другото трасе, да се използват за водоснабдяване, но тъй като водоснабдителните мрежи не са изградени, то се използва инцидентно – при особено високи води или при ремонти на ВЕЦ „Кричим“.
ВЕЦ „Кричим“ е в експлоатация от 1973 година и е свързан с язовира с деривация, която започва от водовземна кула, преминава през напорен тунел с дължина 3,8 километра и диаметър 4,4 метра до открита подземна водна кула с височина 50 метра и оттам се подава към апаратната камера на централата по напорен тръбопровод. Централата има 2 френсисови турбини с обща инсталирана мощност 80 MW капацитет 60 m³/s при среден нетен пад от 162 метра.
ВЕЦ „Въча 2“ е пусната в експлоатация през 1972 година, за да оползотвори пада между новопостроения язовир „Кричим“ и стария изравнител на ВЕЦ „Въча 1“. Разположена е между двата водоема, в землището на село Жребичко. Има две френсисови турбини с обща мощност 7 MW, застроено водно количество 9,2 m³/s при среден нетен пад 82 m. Водоподаването от язовир „Кричим“ е по подземен напорен тръбопровод с дължина 420 m.
ВЕЦ „Въча 1“ и нейния горен изравнител са най-старата част от каскадата, строена в Междувоенния период от създадения за тази цел кооперативен Воден синдикат „Въча“. Централата е пусната в експлоатация през 1933 година с два турбинни агрегата, към които през 1949 година са добавени още два. Тя използва главно води, обработени от ВЕЦ „Въча 2“, подавани по деривация, която започва от изравнителя и преминава през напорен тунел с дължина 4,8 километра открит стоманен напорен тръбопровод с дължина 196 метра. ВЕЦ „Въча 1“ има 4 френсисови турбини с обща инсталирана мощност 15,4 MW и капацитет 20 m³/s при среден нетен пад от 83 метра.

## Възможни разширения
В общите планове за каскадата е предвидено изграждането на Хидровъзел „Барутин“, което към 2022 година не е реализирано. Той трябва да разшири първото стъпало на каскадата, като прехвърли към нея допълнителни 31,2 милиона кубични метра води и увеличи върховото производство на електроенергия с 63,4 GWh годишно при консумация 13,2 GWh годишно.
Планираните съоръжения на Хидровъзел „Барутин“ са:
- Водохващане с дневен изравнител „Барутин“, които да събират водите на Доспатска река под язовир Доспат
- Помпена станция „Барутин“ с мощност 700 kW и застроено водно количество 0,7 m³/s, която да подава водите от изравнител „Барутин“ към Главната събирателна деривация
- Събирателна деривация „Доспат“ с дължина 4,4 km и 5 водохващания на притоци на Доспатска река, която се влива в Главната събирателна деривация
- Главна събирателна деривация с дължина 13,6 km и 8 водохващания на притоци на Доспатска река, която напорно подава води към язовир „Сърнена река“
- Язовир „Сърнена река“ с общ завирен обем 8,32 милиона кубични метра, който да изравнява водите от Главната събирателна деривация и водосбора на Сърнена река под водохващане „Змеица“. Предвидена е каменнонасипна язовирна стена със стоманобетонен екран, височина 26 m и дължина по короната 171,5 m.
- Помпена станция „Сърнена река“ с мощност 4800 kW и застроено водно количество 2,3 m³/s, която да подава водите от язовир „Сърнена река“ към Транспортната деривация
- Транспортна деривация с дължина 3,76 km, която напорно подава водите към главната напорна деривация на ВЕЦ „Тешел“ и чрез нея надолу към централата или нагоре към язовир „Доспат“